# Rattus simalurensis
Rattus simalurensis es una especie de roedor de la familia Muridae.

## Distribución geográfica
Es endémica de la isla de Simeulue y algunos islotes cercanos Indonesia.